# Districte d'Howrah
El districte d'Howrah és una divisió administrativa de l'estat de Bengala Occidental, Índia, amb capital a Howrah, amb una superfície de 1321 km² i població de 4.273.099 habitants (2001).

## Administració
Està formada per dues subdivisions:
- Howrah Sadar
- Uluberia

Howrah Sadar està formada per dues municipalitats, Howrah i Bally, i conc blocs de desenvolupament (blocks): Bally–Jagacha, Domjur, Panchla, Sankrail i Jagatballavpur.
Uluberia està formada per la municipalitat d'Uluberia i nou blocs: Uluberia–I, Uluberia–II, Amta–I, Amta–II, Udaynarayanpur, Bagnan–I, Bagnan–II, Shyampur–I i Shyampur–II.

## Geografia
Rius principals del districte són el Rupnarayan i el Hugli (a l'est), i el Damodar que desaigua al Hugli; altres rius són el Kana Damodar afluent del Damodar, el Saraswati (no el riu sec, sinó una branca del Hugli que surt a Tribeni i retorna a Sankrail) i el Gaighata Bakshi Khal. El rius Damodar i Rupnarayan provoquen sovint inundacions destacant les de 1823, 1833, 1864 i sobretot les de setembre de 1900 que a més va robar les defenses destruïdes pel terratrèmol de 1897; modernament s'han construït retencions per evitar la destrucció però encara periòdicament es produeixen alguns incidents.

## Història
Howrah, tant la ciutat com la rodalia, fou aviat un centre del comerç europeu. Vers el 1530 els portuguesos es van acostar a la zona, on hi havia un important mercat regional que anava de Betor a Sibpur; les mercaderies reunides eren portades en bots a Satgaon, prop de Hugli. Al final del segle xvi Betor fou abandonada en favor de Sutanuti, el lloc de la moderna Calcuta. El 1687 Job Charnock es va establir temporalment a Ulubaria abans de fundar Calcuta. El 1765 l'administració va passar a la Companyia Britànica de les Índies Orientals.
El 1819 Hooghly i Howrah foren separades del districte de Burdwan, del que formaven part, i van constituir el districte d'Hoogly. El 1841 es va decidir la divisió d'aquest districte i el 1843 Howrah fou constituït com districte separat, però mantingut com a dependència del districte d'Hooghly a efectes recaptatoris, quedant integrat per les thanes de Rajapur (després Jagat-Ballabhpur), Ampta, Kotra (després Syampur), Baghnan i Ulubaria, a les que després es va afegir la de Dum-jor, que van formar un subdistricte amb dues dubdivisions, Howra i Ulubaria (creada municipalitat el 1903), amb tres ciutats, Howrah, Bally i Ulubaria.
El districte aviat va atreure emigrants d'arreu i era el que tenia la major densitat de l'Índia. La subdivisió d'Howra mesurava 178 km² i la població el 1901 era de 431.257 repartida en dues ciutats i 365 pobles.
La superfície del districte era de 1.321 km² i la població:
- 1872: 635.878
- 1881: 675.394
- 1891: 763.625
- 1901: 850.514

La població hindú era de 7 de cada 10, i els musulmans 2 de cada 10. La llengua principal era el bengali, dialecte central.